# Пехчево
Пе́хчево (макед. Пехчево) — город в восточной части Северной Македонии на реке Писа, вблизи границы с Болгарией, в историко-географической области Малешево, центр одноимённой общины Пехчево.

## Население
По переписи 2021 года, в городе проживал 2471 житель.
| Национальность | Всего |
| македонцы      | 3067  |
| турки          | 31    |
| цыгане         | 123   |
| влахи          | 2     |
| сербы          | 6     |
| другие         | 8     |

## Личности
- Георгий Кёсев (? — 1915), болгарский революционер
- Кантуров, Стоян (1884—1959), болгарский революционер
- Раздолов, Атанас (1872—1931), поэт и македонист